# Guido Buchwald
Guido Ulrich Buchwald (* 24. ledna 1961, Západní Berlín) je bývalý německý fotbalista, který reprezentoval někdejší Německou spolkovou republiku i sjednocené Německo. Hrával na pozici obránce.
S německou reprezentací se stal mistrem světa na šampionátu v Itálii roku 1990, získal stříbrnou medaili na mistrovství Evropy roku 1992 a bronzovou na mistrovství Evropy roku 1988. Hrál i na světovém šampionátu 1994 a Euru 1984. Celkem za národní tým odehrál 76 utkání a vstřelil 4 branky.
S VfB Stuttgart se stal dvakrát mistrem Německa (1983/84, 1991/92).